# Шарон (Південна Кароліна)
Шарон (англ. Sharon) — місто (англ. town) в США, в окрузі Йорк штату Південна Кароліна. Населення — 462 особи (2020).

## Географія
Шарон розташований за координатами 34°57′7″ пн. ш. 81°20′37″ зх. д. / 34.95194° пн. ш. 81.34361° зх. д. (34.952022, -81.343523).  За даними Бюро перепису населення США в 2010 році місто мало площу 3,39 км², уся площа — суходіл.

## Демографія
Згідно з переписом 2010 року, у місті мешкали 494 особи в 185 домогосподарствах у складі 144 родин. Густота населення становила 146 осіб/км².  Було 204 помешкання (60/км²).
Расовий склад населення:
| - 93,7 % — білих - 2,4 % — чорних або афроамериканців - 1,8 % — корінних американців |

До двох чи більше рас належало 2,0 %. Частка іспаномовних становила 1,2 % від усіх жителів.
За віковим діапазоном населення розподілялося таким чином: 27,3 % — особи молодші 18 років, 59,5 % — особи у віці 18—64 років, 13,2 % — особи у віці 65 років та старші. Медіана віку мешканця становила 36,7 року. На 100 осіб жіночої статі у місті припадало 98,4 чоловіків;  на 100 жінок у віці від 18 років та старших — 93,0 чоловіків також старших 18 років.
Середній дохід на одне домашнє господарство  становив 57 320 доларів США (медіана — 40 476), а середній дохід на одну сім'ю — 74 067 доларів (медіана — 43 750). Медіана доходів становила 46 250 доларів для чоловіків та 33 750 доларів для жінок. За межею бідності перебувало 9,3 % осіб, у тому числі 3,3 % дітей у віці до 18 років та 6,2 % осіб у віці 65 років та старших.
Цивільне працевлаштоване населення становило 185 осіб. Основні галузі зайнятості: виробництво — 18,4 %, транспорт — 12,4 %, будівництво — 11,9 %.